# 亞當·坎貝爾 (足球運動員)
亞當·坎貝爾（英語：Adam Campbell；1995年6月1日—）是一位英格蘭足球運動員，在場上的位置是前鋒或邊鋒。他現在效力於英格蘭足球全國聯賽北球隊达灵顿。

## 外部連結
- Player profile（页面存档备份，存于） Newcastle United
- Adam Campbell（页面存档备份，存于） The Football Association
- 足球数据库：亞當·坎貝爾的球员统计数据
- Soccerway資料庫：Adam Campbell